# Sug (gruppo musicale)
I Sug (dalla parola inglese thug) sono stati un gruppo musicale visual kei giapponese formatosi nel 2006, fino al 2009 sotto contratto l'etichetta indie Indie-PSC, costola della PS COMPANY, e dal 2010 fino allo scioglimento nel 2017 attivi sotto la Pony Canyon.

## Storia
I Sug si formano nell'ottobre 2006 grazie a Takeru, Masato e Yuji (prima membri di un'altra band chiamata Travel) e Shōta. Poi, nel novembre dello stesso anno, il batterista Mitsuru si unisce a loro. Shōta abbandona la band a febbraio e viene rimpiazzato da Chiyu al basso.
La prima produzione della band fu 7th Breeze della raccolta Cannonball Vol.3. Poi i cinque ragazzi firmarono un contratto con l'etichetta visual kei PS Company e ad agosto produssero il loro primo singolo, Scheat.
I Sug hanno recentemente prodotto un EP intitolato I Scream Party. Per promuovere la loro musica fuori dal Giappone, i Sug si sono esibiti durante il concerto "J-Rock Invasion" tenutosi in Germania, a fianco delle band Kagrra,, Kra, Alice Nine e Screw, le quali hanno un contratto discografico anche con la CLJ Records, un'etichetta tedesca.
Mitsuru abbandona i Sug dopo il loro live del 9 maggio 2009.
Il 9 marzo 2010 pubblicano il loro primo major-CD e ha anche introdotto il proprio marchio di moda "Million $ Orchestra".
Il 30 maggio tengono un evento allo Shibuya-AX, mentre il mese successivo esce il singolo Koakuma sparkling.

## Formazione

### Formazione attuale
- Takeru (武瑠?) - voce
- masato (masato?) - chitarra
- yuji (yuji?) - chitarra
- Chiyu (Chiyu?) - basso
- Shinpei (?) - batteria (membro di supporto)

### Ex componenti
- Shōta (渉歌?) - basso (2006-2007)
- MITSURU (MITSURU?) - batteria (2006-2009)

## Discografia

### Album

#### Album originali
- 14/05/2008 - nOiZ stAr
- 9/3/2010 - TOKYO MUZiCAL HOTEL
- 9/3/2011 -  Thrill Ride Pirates
- 9/4/2012 - Lollipop Kingdom

#### Mini-album
- 19/12/2007 - I love Scream Party
- 14/02/2008 - I love Scream Party [2nd pressage]
- 03/09/2008 - Punkitsch

### Singoli
- 01/08/2007 - Scheat
- 02/09/2007 - Yumegiwa Downer
- 05/09/2007 - Alterna
- 03/12/2008 - Toriko Roll-Caller
- 15/04/2009 - 39 Galaxyz
- 14/10/2009 - Life ? 2Die
- 18/11/2009 - P!nk Masquarede
- 27/01/2010 - gr8 story
- 30/06/2010 - Koakuma Sparkling
- 01/09/2010 - R. P. G. ~ Rockin' Playing Game
- 17/11/2010 - Mûjoken Kôfukuron
- 12/01/2011 - Crazy Bunny Coaster
- 15/06/2011 - ☆Gimme Gimme☆
- 26/10/2011 - Toy Soldier
- 01/02/2012 - Fukanzen Beauty Fool Days
- 19/09/2012 - sweeToxic

### Compilation
- 02/02/2007 - CANNONBALL vol.3